# Turnu Roșu
Turnu Roșu é uma comuna romena localizada no distrito de Sibiu, na região histórica da Transilvânia. A comuna possui uma área de 77.84 km² e sua população era de 2670 habitantes segundo o censo de 2007.